# نهر العاصي

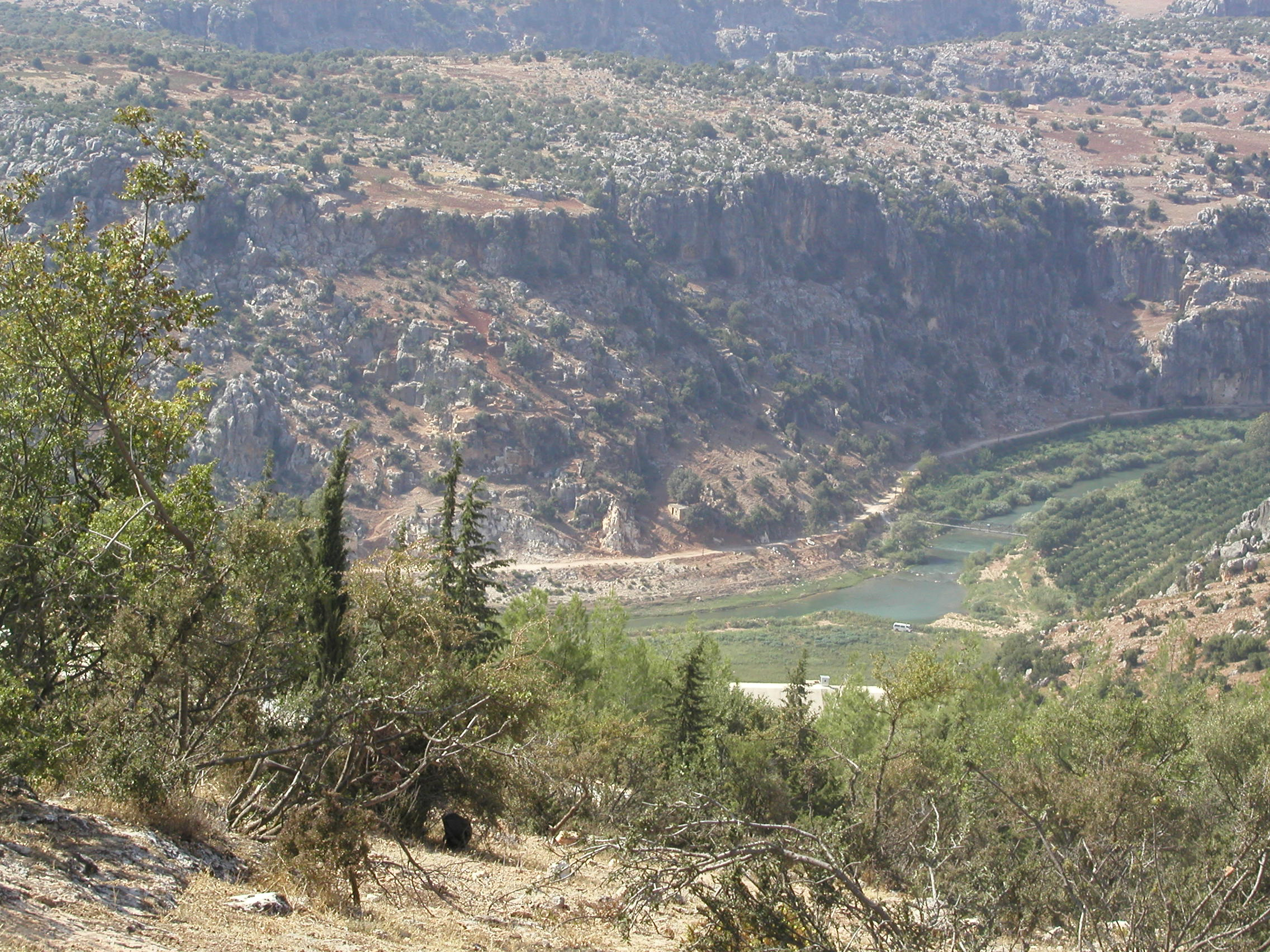
نهر العاصي عند قرية عين الزرقا في محافظة إدلب

نهر العاصي، هو نهر يبلغ طوله 571 كيلومترًا (355 ميلًا) في غرب آسيا يبدأ في لبنان، ويتدفق شمالًا عبر سوريا قبل أن يدخل البحر الأبيض المتوسط بالقرب من السويدية في مقاطعة حطاي، تركيا.

كان العاصي موقعًا للعديد من المعارك الكبرى باعتباره النهر الرئيسي في شمال بلاد الشام بما في ذلك معركة قادش (القرن الثالث عشر قبل الميلاد)، ويظل توزيع المياه قضية مثيرة للجدل بين دول المنطقة. ومن أهم المدن الواقعة على النهر حمص، وحماة، وجسر الشغور، وأنطاكية (أنطاكية القديمة، والتي كانت تعرف أيضًا باسم "أنطاكية العاصي").

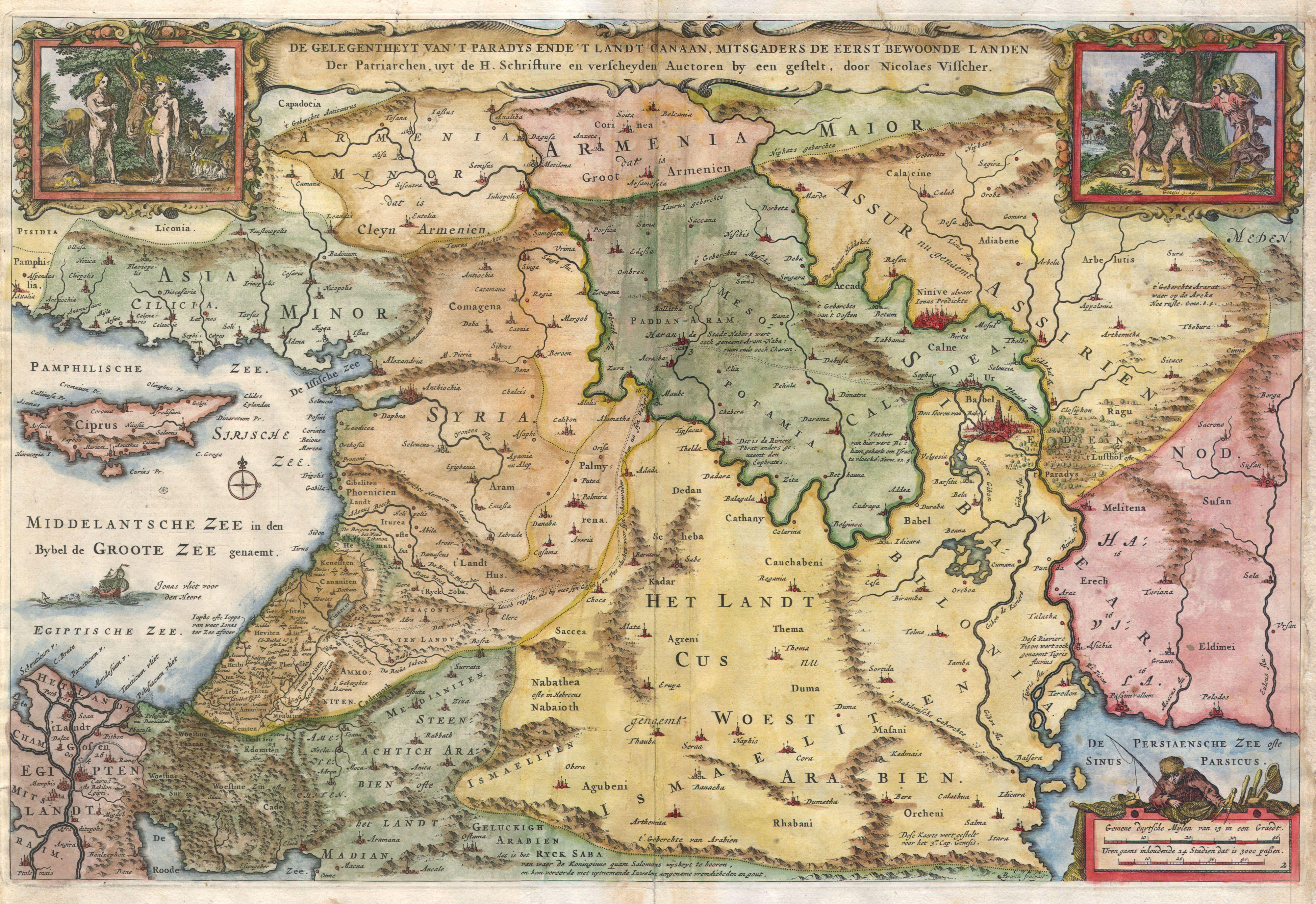
لقد تخيل الرحالة في عام 1657 وهو تاريخ هذه الخريطة أن نهر العاصي يجري من الشرق إلى الغرب

## أصل التسمية
سُمّي بأسماء عديدة عبر التاريخ وهي نهر الأرنط وأورنط وأورنطس وأورند والمقلوب والميماس والكبير والعاصي وهو الذي غلب عليه لأنه يجري من الجنوب نحو الشمال بعكس اتجاه أنهار المنطقة.
ومنها اشتقت كلمة "أرندلي" في اللهجة العامية المصرية، بإضافة اللاحقة "لي" التركية العثمانية بنهاية اسم النهر "أرند أو أرنط".

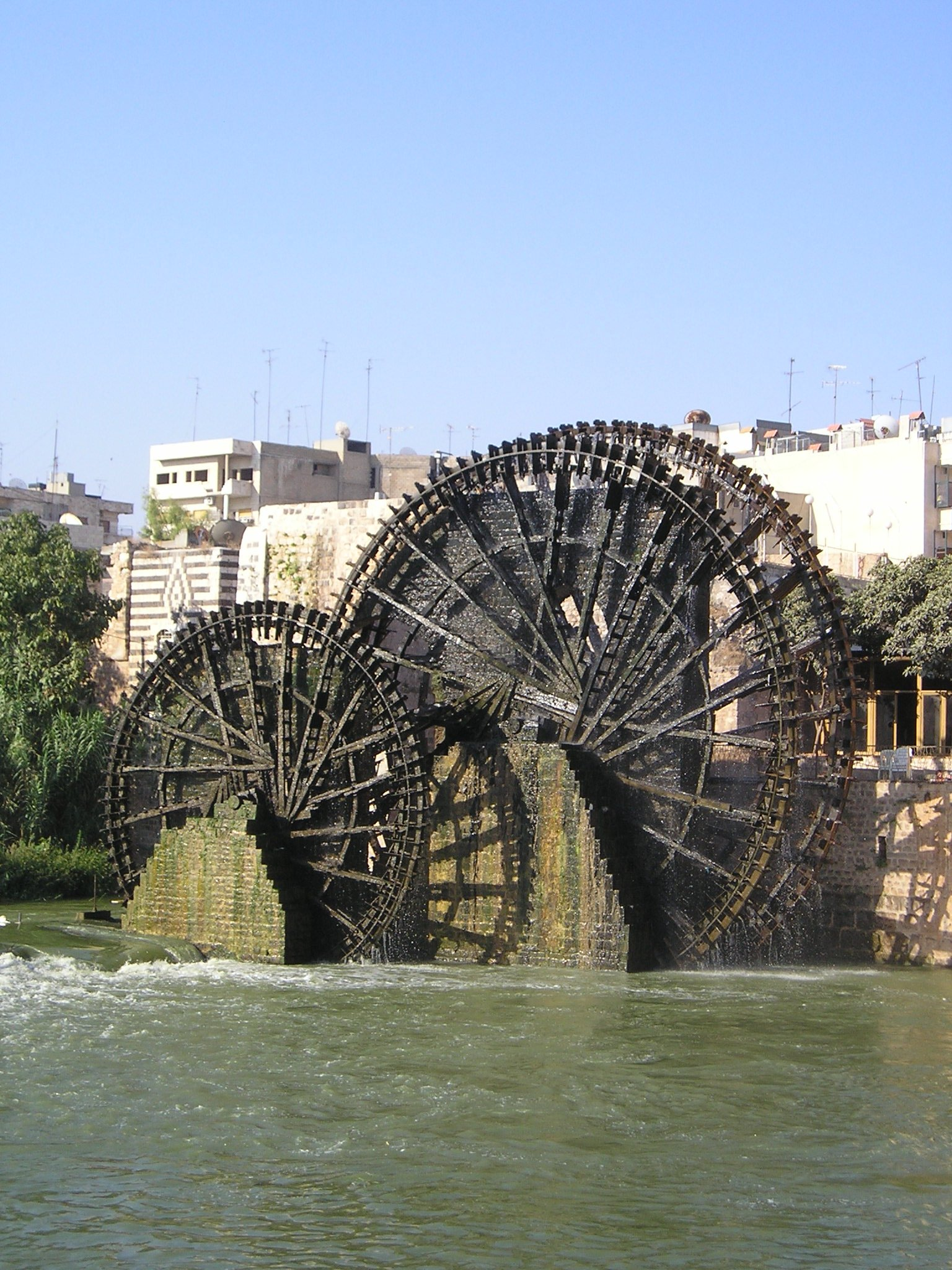
نواعير حماة على نهر العاصي

## المنبع والمجرى
ينبع نهر العاصي من أعالي سهل البقاع في لبنان، وهو لا يمتلك منبعًا وحيدًا، بل تتوزع منابعه على ثلاث مجموعات رئيسية. أبرز هذه المجموعات هي مجموعة منابع عين الزرقا، شوغير، والهرمل، الواقعة على سفوح سلسلة جبال لبنان الغربية. أما المجموعة الثانية فتتضمن ينابيع اللبوة، عين فلكية، ورأس بعلبك على سفوح جبال لبنان الشرقية. المجموعة الثالثة هي منابع الزراعة قرب بلدة جوسية في شمال البقاع، والتي تشكل نقطة انطلاق النهر نحو الأراضي السورية عند طاحونة العمرية في بلدة ربلة، ليبدأ تشكيل وادي العاصي المعروف في سوريا.
يمتد نهر العاصي مسافة 20 كم في الأراضي السورية قبل أن يدخل بحيرة قطينة، ومن ثم يخرج منها متابعًا مساره عبر محافظة حمص وصولًا إلى بلدة الرستن، حيث أُقيم عليه سد الرستن. بعدها يدخل أراضي محافظة حماة عند زور العاشق، ويواصل مساره إلى مدينة حماة التي يقسمها إلى نصفين. في هذه المدينة، شُيدت نواعير عملاقة تُعد الأكبر من نوعها عالميًا، وتنتشر على ضفاف النهر البساتين والمساحات الخضراء.
يتابع النهر رحلته إلى بلدة محردة، حيث أُقيم عليه سد محردة، ثم يعبر إلى سهل الغاب، حيث يوجد سد العشارنة. بعد ذلك، يتجه النهر شمالًا إلى جسر الشغور ودركوش في محافظة إدلب، قبل أن يصل إلى مدينة أنطاكية في لواء إسكندرون، الذي تحتله تركيا منذ عام 1939، ويصب في النهاية في خليج السويدية بالبحر المتوسط. يبلغ طول نهر العاصي حوالي 571 كم، منها 46 كم في لبنان و525 كم في سوريا ولواء إسكندرون.
يزداد تدفق نهر العاصي في الأراضي السورية بفضل كثرة الروافد التي تصب فيه. عند دخوله بحيرة قطينة، تبلغ غزارته حوالي 14 متر مكعب/ثانية، وتصل إلى 24 متر مكعب/ثانية عند نهاية سهل الغاب. أما في أنطاكية، فتبلغ غزارته نحو 87 متر مكعب/ثانية.

## الروافد
أغلب الروافد التي تغذي نهر العاصي توصف بأنها موسمية تعتمد على مياه الأمطار وذوبان الثلوج وأشهرها:

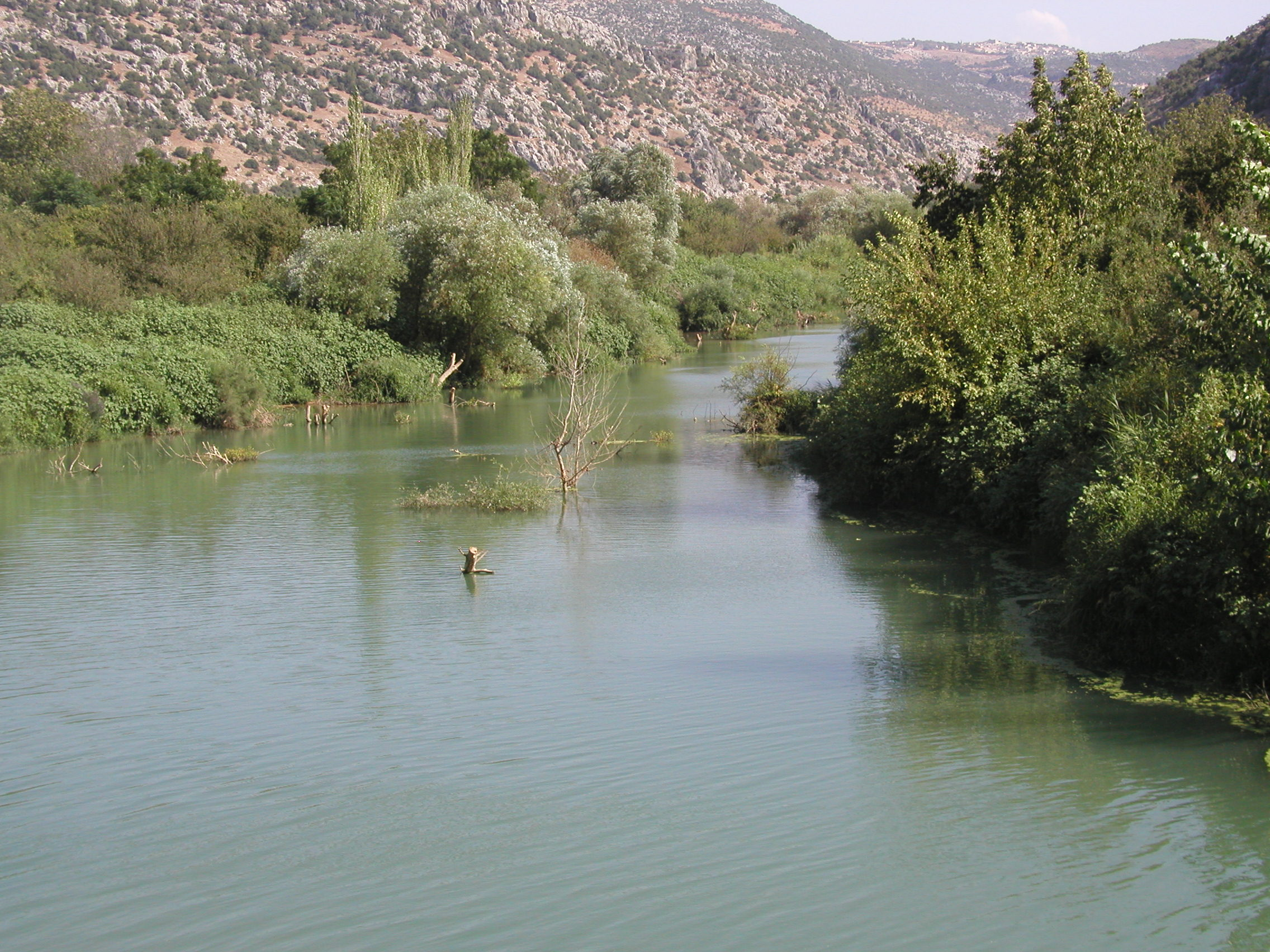
نهر العاصي قرب دركوش في محافظة إدلب

- نهر الكافات
- نهر الساروت
- نهر قسطون
- نهر سلحب
- نهر أبو قبيس
- نهر البارد
- نهر عفرين
- نهر الأسود
- نبع عين الزرقا

## البحيرات والسدود

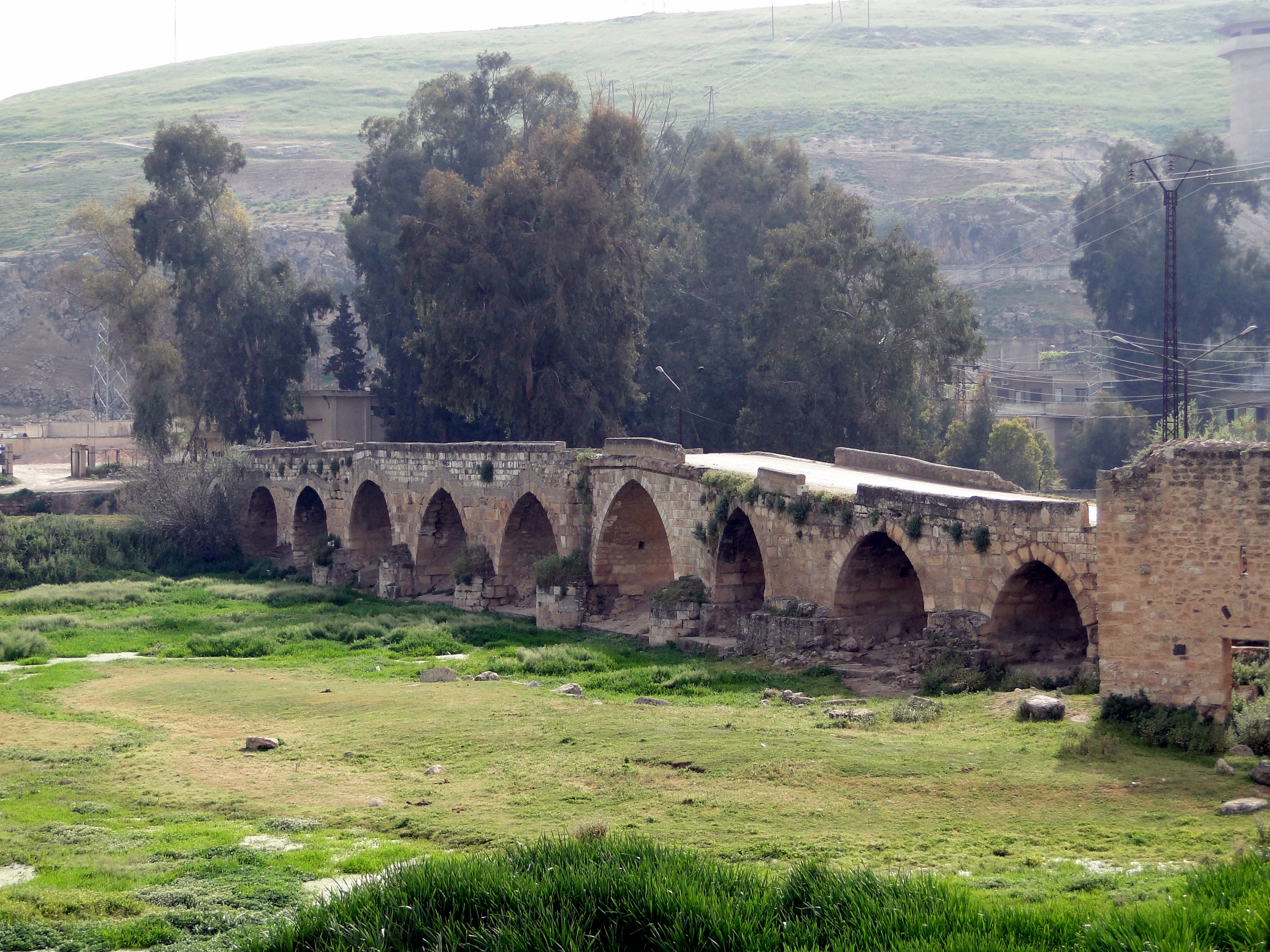
الجسر الروماني القديم في محردة

توفر السدود المقامة على العاصي في سوريا الري لمساحات شاسعة من الأراضي وتم استثمار أجزاء من هذه السدود والبحيرات كمزارع للأسماك.

### بحيرة قطينة
بحيرة قطينة أو بحيرة قادش وهي بحيرة طبيعية أصلا تشكَّلت خلف صبة بازلتية طبيعية وثم أقيم سد فوقها لزيادة مساحة البحيرة وقدرتها التخزينة.

### سد الرستن
أقيم سد الرستن على نهر العاصي عند مدينة الرستن وشكل خلفه بحيرة كبيرة تمتد إلى سهل الحولة.

### سد محردة
أقيم عند مدينة محردة وأقيمت على جانب بحيرة السد محطة محردة الحرارية لتوليد الكهرباء.

### سد العشارنة
سد العشارنة أقيم بالقرب من بلدة العشارنة والغاية منه توزيع مياه النهر إلى أربع أقنية لري سهل الغاب

## تاريخ
يحمل النهر أهمية تاريخية كطريق استراتيجي للحركة من الشمال إلى الجنوب، حيث يربط بين أنطاكية، وحمص، ودمشق عبر النبك ولا يمكن الملاحة فيه بسهولة. لطالما شكل النهر علامة حدودية، إذ اعتبره المصريون القدماء الطرف الشمالي لأمورو، شرق فينيقيا. كان نهر العاصي مسرحًا للعديد من الأحداث التاريخية الكبرى، مثل معركة قادش الكبرى التي وقعت حوالي عام 1274 قبل الميلاد بين جيش رمسيس الثاني المصري وجيش مواتالي الثاني الحثي. كما شهد النهر معركة قرقر عام 853 قبل الميلاد، حين واجه جيش آشوري بقيادة الملك شلمنصر الثالث جيشًا متحالفًا من 12 ملكًا بقيادة بن هدد الثاني الدمشقي.
في عام 333 قبل الميلاد، استولى الإسكندر الأكبر على وادي العاصي بعد هزيمته للفرس في معركة إسوس. وبعد وفاة الإسكندر عام 323 قبل الميلاد، أصبح الوادي جزءًا من الإمبراطورية السلوقية التي أسست مدنًا عديدة على طول النهر، مثل سلوقية بلوم، وأنتيغونيا، وأنطاكية. تضم هذه المدن آثارًا هلنستية مهمة، أبرزها تمثال تيكه أنطاكية الذي يظهر سباحًا يجسد نهر العاصي.
في عام 64 قبل الميلاد، ضم بومبي وادي العاصي إلى الإمبراطورية الرومانية، وجعله جزءًا من المقاطعة السورية الجديدة وعاصمتها أنطاكية. لاحقًا، شيد الإمبراطور دقلديانوس سد بحيرة حمص عام 290 ميلادي لتطوير الزراعة والري في المنطقة. كما بنيت سدود رومانية أخرى حول أفاميا لري سهل الغاب. وفي عام 198 ميلادي، قسمت المنطقة إلى مقاطعة سوريا الجوفاء، ورفعت حمص لتصبح عاصمة مشتركة لها.
شهد النهر معركة الجسر الحديدي عام 637 ميلادي بين الخلافة الراشدة والإمبراطورية البيزنطية، حيث انتصر المسلمون وسيطروا على الوادي بالكامل. وفي القرن الثاني عشر، أصبح العاصي حدودًا دائمة بين إمارة أنطاكية وحلب خلال الحروب الصليبية.
في العصر الحديث، تعرض سد تحويل في لبنان للتدمير جزئيًا خلال حرب إسرائيل وحزب الله عام 2006، حيث كان المشروع قد اكتمل بنسبة 60%. وفي عام 2011، بدأ العمل على سد الصداقة بين سوريا وتركيا، لكنه توقف بسبب الحرب الأهلية السورية التي شهدت أيضًا حصار مدينة حمص بين مايو 2011 ومايو 2014.

## وصلات خارجية
- نهر العاصي أرشيف.